# Helena Wayne
La Cazadora, también conocida como Helena Martha Wayne, es una superheroína ficticia que aparece en los cómics estadounidenses publicados por DC Comics. El personaje es la hija de Batman y Catwoman (Selina Kyle) de un universo alternativo establecido a principios de la década de 1960 y denominado "Tierra-Dos", donde tuvieron lugar las historias de la Edad de Oro. Una predecesora moderna (y homónima retroactiva) de Helena Wayne como Huntress, sin relación sanguínea con Batman o Catwoman, Helena Bertinelli, fue además cocreada por el cocreador del personaje Joe Staton en 1989, originalmente pensada como una reinvención del personaje tras los eventos de Crisis en Tierras Infinitas, antes de ser reconvertida en personajes diferentes.
La actriz Ashley Scott interpretó a Helena Kyle / The Huntress en la serie de televisión de 2002 Birds of Prey y retomó su papel en el crossover anual del Arrowverse "Crisis on Infinite Earths".

## Historia de publicación
La Cazadora fue creada como respuesta a la sugerencia del entintador de All Star Comics, Bob Layton, de añadir una renovada Batgirl de Tierra-Dos a la alineación de la Sociedad de la Justicia de América.: 60 . El dibujante Joe Staton contó cómo se diseñó el personaje:
Después de que Paul [Levitz, guionista de All Star Comics] me describiera el origen, elaboré unos bocetos que combinaban elementos de Catwoman y Batman, y fui a ver a Joe [Orlando, editor]. La versión corta es que Joe y yo tuvimos una buena reunión, en la que Vinnie Colletta, en su papel de director artístico, roncaba a todo volumen en el sofá del fondo de la habitación. Joe retocó los elementos del murciélago en mi boceto original, en particular la capa, dándole las festones, e hizo el emblema del cinturón un poco más parecido al murciélago. Joe abrió su cuaderno de dibujo y utilizó mi boceto como elemento principal en el diseño de la portada de DC Super-Stars, y yo me fui a casa a dibujar la portada definitiva.
Staton también admitió que el traje del personaje estaba muy inspirado en la Gata Negra. El título de Huntress se tomó prestado de la "relativamente oscura villana de la Edad de Oro" Paula Brooks La primera aparición de Helena fue en DC Super Stars #17 (noviembre/diciembre de 1977), que contaba su origen, y luego en All Star Comics #69 (diciembre de 1977), que salió el mismo día, y reveló su existencia a la Sociedad de la Justicia de América. Apareció en el Batman Family #17-20 cuando se expandió al formato Dollar Comics para sus últimos números. La mayor parte de sus historias en solitario aparecieron como artículos de apoyo en los números de Wonder Woman a partir del número 271 (septiembre de 1980) Estas historias, casi todas escritas por Levitz y dibujadas por Staton, tendían a un estilo noir, en el que la Cazadora solía combatir el crimen callejero en lugar de los supervillanos disfrazados.
Tras la muerte del personaje y su borrado de la historia en Crisis on Infinite Earths #12 (1986), DC creó una nueva Cazadora (Helena Bertinelli), cuyo traje y armamento son similares a los de Helena Wayne, y cuyas aventuras fueron dibujadas por Staton.
En diciembre de 2006 se publicó una colección en rústica titulada The Huntress: Darknight Daughter se publicó en diciembre de 2006. Recoge el número 17 de DC Super Stars y las historias de Batman Family entre los números 18 y 20, así como las historias de respaldo de Wonder Woman entre los números 271 y 287, 289 y 290 y 294 y 295. La portada está dibujada por Brian Bolland.

#### Versión Tierra 2 post-crisis
Tras 52 (2007), el mundo ficticio de los superhéroes de DC Comics se estableció de nuevo como una colección de 52 "universos" de mundos paralelos. Una versión alternativa reiniciada del personaje de Helena Wayne reside ahora en Tierra-2 "Post-Crisis" y ha aparecido en Justice Society of America (vol. 3) en números ambientados en el mundo paralelo de Tierra-2.

## Biografía del personaje de ficción

#### Origen
Helena nació en 1950, hija de Bruce Wayne y Selina Kyle Wayne, y creció disfrutando de las ventajas de pertenecer a un hogar rico. De joven, disfrutó de una completa educación, además de ser entrenada por sus padres, Batman y Catwoman, para convertirse en una superatleta. De joven se sorprendió al saber que su padre era Batman y aceptó a Dick Grayson/Robin como su hermano mayor. También admiraba a Alfred como un segundo padre. Después de estudiar en Yale y en la Facultad de Derecho de Yale, se unió al bufete de abogados Cranston y Grayson, uno de cuyos socios era Dick Grayson, alias Robin.
En 1976, el criminal Silky Cernak chantajeó a su antigua jefa, Selina Kyle, para que volviera a actuar como Catwoman, acto que acabó provocando su muerte. Helena, decidida a llevar a Cernak ante la justicia, creó un disfraz para sí misma, fabricó algunas armas a partir del equipo de sus padres (incluida su eventual arma característica, una ballesta) y se dispuso a atraparlo. Tras conseguirlo, Helena decidió seguir luchando contra el crimen, bajo el nombre en clave de "la Cazadora".

#### Aliados y enemigos
Tras la muerte de su madre, Helena se mudó de la Mansión Wayne a un apartamento de Gotham City. Pronto se vio involucrada en la Sociedad de la Justicia de América (el antiguo equipo de su padre), y se unió formalmente al grupo en el número 72 de All Star Comics. Helena también se asoció brevemente con el grupo de superhéroes Infinity, Inc, un equipo formado por superhéroes de segunda generación, en su mayoría hijos de miembros de la JSA.
Helena también entabló amistad con la nueva superheroína Power Girl, que también formaba parte de la JSA y de Infinity Inc. Además de Power Girl, Helena colaboraba frecuentemente con Robin y con un nuevo héroe llamado Blackwing. Algunos de sus enemigos fueron el Pensador, el Guasón, Lion-Mane (uno de los antiguos secuaces amargados de su madre), Karnage, el Señor del Crimen, la Boa y la Lombriz de Tierra. Su amante durante un tiempo fue el fiscal del distrito de Gotham, Harry Sims. A pesar de que ella le propuso una asociación ("Yo los atrapo, tú los encarcelas"), su relación se volvió difícil porque él conocía su identidad secreta y se preocupaba constantemente por su seguridad. Coqueteó brevemente con Robin, quien, citando la elección de su padre en la búsqueda de una esposa, le dijo que un hombre normal no sería capaz de satisfacerla.
Hizo varias visitas a Tierra Uno. La primera fue en el número 17 de Batman Family, donde conoció al Batman de Tierra Uno, a Robin, a Batgirl y a Batwoman, y luchó contra la Catwoman de Tierra Uno, Hiedra Venenosa y Madame Zodiac. Al ver que su padre volvía a ella, empezó a llamar al Batman de Tierra-Una su "tío Bruce", y entabló una relación familiar con él. Como miembro de la Sociedad de la Justicia, participó en varias de las reuniones anuales de la JLA/JSA, la mayoría de las cuales tuvieron lugar en Tierra-Uno. También participó en la batalla contra el Adjudicador como parte de la fuerza femenina de múltiples Tierras liderada por la Mujer Maravilla de Tierra-Uno. Otras heroínas que participaron en esta aventura fueron Zatanna, Supergirl, la Dama Fantasma, Madame Xanadu, Power Girl, Canario Negro, Wonder Girl, Raven y Starfire.
A pesar de que amaba a su madre y se convirtió en la Cazadora para vengar su muerte, temía en secreto seguir los pasos de su madre. Ya sea luchando contra una versión demoníaca de su madre en una neblina inducida por las drogas o luchando contra la contraparte de su madre en Tierra-Uno (que nunca se había reformado), a Helena le resultaba difícil asimilar la carrera criminal de su madre, llegando incluso a buscar terapia. Mirando a la homóloga de su madre en Tierra Uno, esperaba en secreto que un día Catwoman se reformara.

#### Muerte enCrisis en Tierras Infinitas
La última aparición en solitario de Helena fue antes de la miniserie Crisis en Tierras Infinitas de 1985; su historia terminó con Heraldo contemplando la llegada de la Crisis.
La Cazadora participó en la batalla para salvar a toda la Creación del Antimonitor y, aunque ella, junto con docenas de otros héroes, logró evitar que el villano borrara el universo de haber existido alguna vez, no pudo evitar el fin del multiverso. Mientras que partes de Tierra-Dos, junto con otras Tierras, fueron injertadas en Tierra-Uno creando la Tierra Post-Crisis, la propia Tierra-Dos fue destruida. La Cazadora quedó traumatizada al saber que su Tierra y su familia no sólo no existían, sino que, al reescribirse la historia, nunca habían existido.
A pesar de que se derrumbó en los brazos de su Robin en un momento dado, se reanimó para la última batalla en la que ella (junto con su Robin y Kole) murió salvando a varios niños de los demonios de las sombras del Antimonitor. Tras el final de Crisis, Helena Wayne, al igual que sus padres y Dick Grayson de Tierra-Dos, desapareció y cayó en el olvido.
Su última aparición fue en Superman/Batman #27, donde Power Girl, cuyos recuerdos de Tierra-Dos fueron restaurados, recuerda una aventura que tuvo con la Cazadora en la que se enfrentaron al Ultra-Humanite y a Brainwave, habiendo el Ultra-Humanite atrapado brevemente las mentes de Superman y Batman en los cuerpos de su primo e hija, respectivamente.

#### Regreso enCrisis Infinita
Tras los acontecimientos de Crisis Infinita y 52, el multiverso se restablece efectivamente y entre esos universos se encuentra Tierra-2, con la Cazadora.
En Justice Society of America Annual #1, Power Girl es enviada a Tierra-2 por Gog. Allí es descubierta por la Cazadora, que la reconoce como la Power Girl de su mundo que desapareció tras la primera Crisis. En esta nueva Tierra-2, los ciudadanos recuerdan haber sido la única Tierra existente tras la Crisis. La Cazadora reintroduce a Power Girl en una amalgama de la Sociedad de la Justicia Infinita (una fusión de Infinity Inc. y la Sociedad de la Justicia) y la pone al corriente de su vida.
Tras la muerte de Alfred, la Cazadora se ha alejado más de sus amigos; Robin ocupa el lugar de Batman como protector global, mientras que la Cazadora protege las calles de Gotham. Como toda la galería de villanos de su padre ha empezado a morir, un envejecido Joker hace planes para recrear a Dos Caras marcando con ácido al posible prometido de la Cazadora, el fiscal Harry Sims. La Cazadora intenta matarlo y es detenida por Power Girl; el plan del Joker de llevarse a la Cazadora con él fracasa y muere de viejo y de una prolongada exposición a sus propios productos químicos. Sin embargo, la Cazadora confiesa a Power Girl que es a Robin a quien ama de verdad, pero las heridas de Sims la hacen sentirse obligada a permanecer con él, ya que sufrió sus quemaduras después de habérselo propuesto, pero antes de que tuviera la oportunidad de decir "no".
La Cazadora no sólo ha regresado junto a Tierra-Dos, sino que, como Helena Kyle, incluso ha nacido en el Universo DC convencional. Su madre sigue siendo Selina Kyle, aunque el padre de Helena es inicialmente desconocido. Muchos suponen que es Batman, pero finalmente se afirma que el padre era el hijo de Slam Bradley. A pesar de que en un principio dejó de ser Catwoman para cuidar de ella, Selina acaba dando a Helena en adopción por acuerdo de Batman por miedo a no poder protegerla.
Un mes después de que Helena sea colocada con una nueva familia, Catwoman le pide a la hechicera Zatanna que borre sus recuerdos de Helena y que haga que deje de pensar en sí misma como una heroína. Zatanna se niega, porque tal acto sería cruel tanto para la madre como para la hija y porque Selina ya estaba en el camino de convertirse en una heroína por sí misma.

#### Faultline
Helena Wayne apareció en la serie de cómics de DC conocida como Faultline, que se desarrolló entre julio de 2004 y enero de 2005. En esta serie Helena aparece como Huntress en un escenario futurista. Faultine tiene lugar en Tierra 32, que es un espejo de Tierra 2 creado cuando Flash rompió la realidad al luchar contra Flash Reverso. Tras la muerte de Jason Todd, Helena se desconecta de su familia y amigos, ya que ella y Jason estaban muy unidos. Los cómics de Faultline en el corto tiempo que tuvo cubrieron a Helena y Batman persiguiendo a Capucha Roja por Gotham y descubriendo su verdadera identidad como Jason Todd. El cómic sería comentado por Paul Levitz diciendo que era "muy infravalorado ya que es el responsable de crear las bases del personaje moderno de Red Hood".

#### New 52
La encarnación de Helena Wayne de la Cazadora regresó tras el relanzamiento de Los Nuevos 52 de DC con una miniserie de seis números de la Cazadora que se publicó en octubre de 2011. Junto a Power Girl, protagonizó más tarde un revival de la serie Worlds' Finest, escrita por Paul Levitz y dibujada por George Pérez y Kevin Maguire. En la continuidad post-Flashpoint Tierra 2, Helena Wayne era la hija de Batman y Catwoman (Bruce Wayne y Selina Kyle Wayne). También era la única Robin de la identidad de Batman de su padre y un personaje más despiadado que lo visto anteriormente. Al igual que Catwoman de Tierra 2, que muere en un ataque a un edificio de Gotham bajo fuego cruzado, Batman de Tierra 2 es asesinado junto a Superman y Wonder Woman de ese mundo durante un intento de invasión apokoliptiana. Helena sólo adopta la identidad de Huntress tras llegar accidentalmente a Tierra Prima a través de un Boom Tube, junto con la Supergirl de Tierra 2 que cambia a su posterior identidad de Power Girl varios años después. La historia de Worlds' Finest explora cómo Helena y Power Girl llegaron a la Tierra principal de DC y sus intentos de regresar a su Tierra de origen. Comienza cinco años después de su llegada.

#### DC Rebirth
En la serie 2016-2019 de Batman escrita por Tom King como parte de la era de DC Rebirth, Selina y Bruce se reconectan y se enamoran una vez más, y ambos casi se casan. En los posibles futuros de la historia llamada "Last Rites" (en Batman Annual Vol 3 #2) y la serie Batman/Catwoman, Selina se queda embarazada de un hijo de Bruce al que llaman Helena. Tras la muerte de Bruce en un flash-forward ella ayuda a su madre viuda a asimilarlo y acaba convirtiéndose en la nueva Batwoman.

## Poderes y habilidades
La Cazadora es una gimnasta muy hábil y también es experta en el combate cuerpo a cuerpo. Además, la Cazadora es una experta tiradora, y su arma más característica es la ballesta.

## Ediciones recopilatorias
En enero de 2020, coincidiendo con la película Birds of Prey, DC Comics publicó The Huntress: Origins (ISBN 978-1-77950072-4), un libro de bolsillo que era una relanzamiento de Huntress: Darknight Daughter de 2006 con un nuevo título.
| Título                               | Material recopilado                                                                                                 | Fecha publicación | ISBN          |
| ------------------------------------ | --- | ----------------- | ------------- |
| Huntress: Darknight Daughter         | DC Super-Stars #17; Batman Family #18-20; the Huntress back-up stories from Wonder Woman #271-287, 289–290, 294-295 | Diciembre 2006    | 1-4012-0913-0 |
| Huntress: Crossbow at the Crossroads | Huntress (vol. 3) #1–6                                                                                              | Octubre 2012      | 1-4012-3733-9 |

## En otros medios

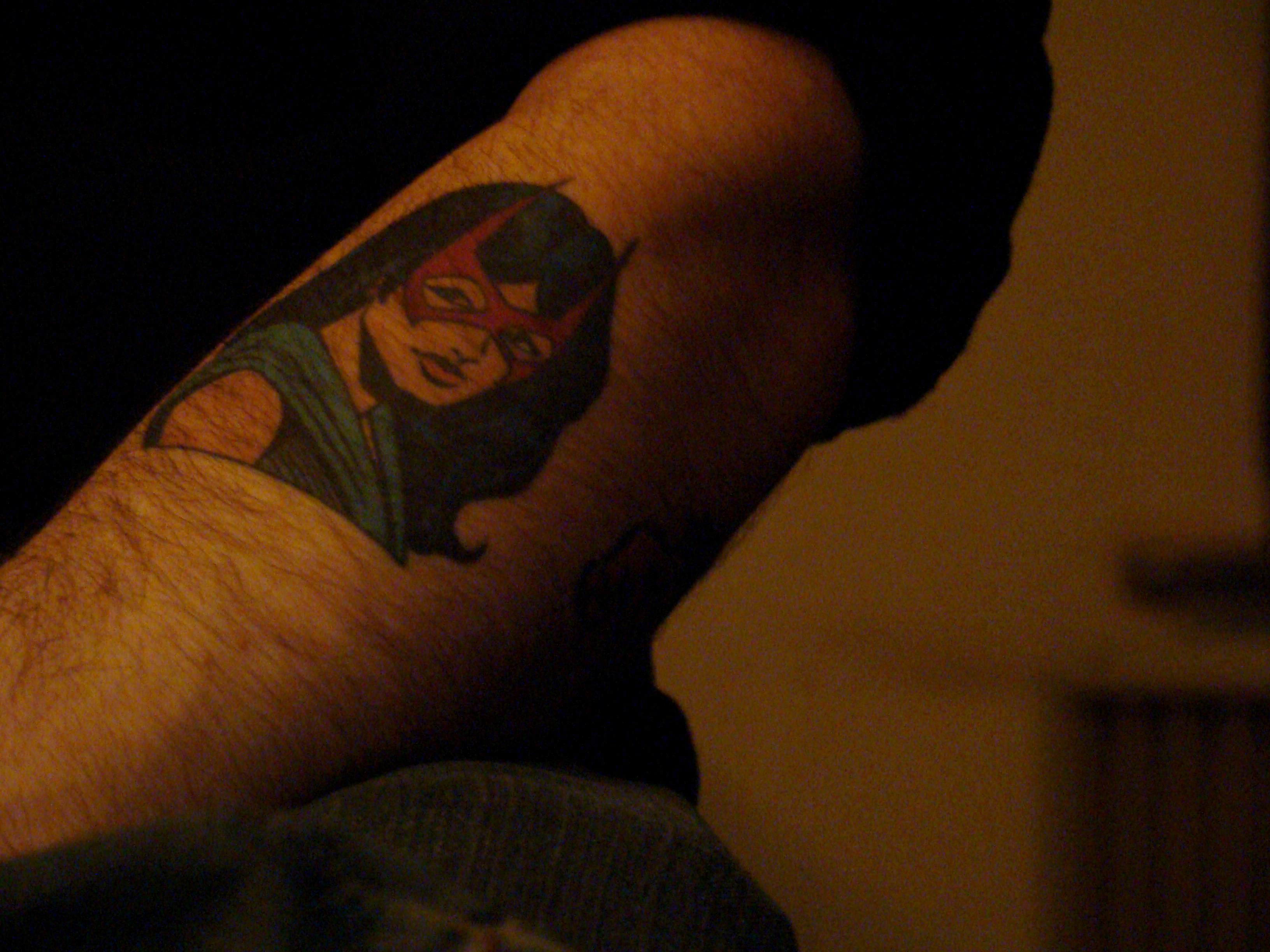
Helena Wayne, Cazadora. Hija de Bruce Wayne (Batman) y Selina Kyle (Catwoman) de Tierra-Dos.

La primera aparición fuera de los cómics de la encarnación de Helena Wayne de la Cazadora fue en los especiales de televisión de 1979 de la NBC Legends of the Superheroes, con Barbara Joyce como protagonista. La Cazadora y Canario Negro son las dos únicas superheroínas que aparecen entre un elenco de algunos de los mayores héroes de DC, como Batman, Flash y el Capitán Marvel.
- Bruce Timm habló de llevar la encarnación de Helena Wayne de la Cazadora a la serie de televisión animada Batman Beyond, ya que el personaje sería una buena alternativa a tener una "Batgirl" Beyond.[12]
- La encarnación de Helena Wayne de la Cazadora aparece como personaje principal en la serie de televisión de corta duración Birds of Prey, interpretada por Ashley Scott. Esta versión se basó principalmente en la versión de Helena Wayne de la Edad de Bronce, pero se llama Helena Kyle, la hija de Bruce Wayne y Selina Kyle. Fue criada por su madre sin saber nunca quién era su padre hasta que éste fue asesinado. La Cazadora de esta serie trabaja con Oráculo y la hija de Canario Negro como principales luchadores contra el crimen en Gotham City. A diferencia de las versiones anteriores, esta versión posee superpoderes de bajo nivel, principalmente fuerza y agilidad mejoradas. Scott retomó su papel en el crossover del Arrowverse "Crisis en Tierras Infinitas".[13]

## Análisis y recepción
El editor Paul Levitz justificó la creación del personaje de Helena Wayne por el deseo de aportar más diversidad a los cómics, para el grupo ALL-STAR JSA, y para dar a Power Girl (la única mujer del grupo en ese momento) alguien con quien contrastar y de quien hacerse amiga.
Los críticos Michael Eury y Gina Misiroglu encontraron el personaje de Helena Wayne "intrigantemente distinguido por su parentesco". Esta encarnación de la Cazadora "cautivó tanto a los lectores de DC fascinados por el linaje y la motivación de la heroína" que se convirtió en su propia serie de éxito. Cuando el personaje fue eliminado por la serie Crisis en Tierras Infinitas de DC, "era demasiado popular para desprenderse por completo del universo DC", lo que llevó a la creación de Helena Bertinelli como la siguiente Huntress.